# Linia kolejowa nr 682
Linia kolejowa nr 682 – drugorzędna, jednotorowa, zelektryfikowana linia kolejowa łącząca posterunek odgałęźny Nowa Wieś z rejonem KKB stacji Kędzierzyn-Koźle.